# Guaraní
Guaraní je indijanski narod ili grupa plemena i indijanskih jezika koji čine dio porodice Tupi-Guarani iz Velike porodice Tupian, rasprostranjenih po istočnom Paragvaju i susjednim predjelima Bolivije, južnog Brazila i sjeverne Argentine. Jezici skupine Guarani (označeni rednim brojem I) obuhvaćaju zapadno-bolivijski i istočno-bolivijski guarani, paragvajski guarani, mbyá, aché (guayaki), caingua (kaiwá), chiripá, pai tavytera, tapieté i xetá. 

## Podjela
Prvi poznati Guaraní iz 16. i 17. stoljeća nazivani su Carijó ili Cario, a u 17. st. počinje pravladavati naziv Guaraní. U to vrijeme oni su bili gospodari atlantske obale od Barra de Cananea pa doo Rio Grande do Sul, (širina 26° –33° S., dužina 48° –52° W.), a otuda se njihove skupine šire sve do rijeka Parane, Uruguay i Paraguay. Guaranske skupine su rani kroničari nazivali "Guarani de las islas," Chandris ili Chandules, a živjele su u 16. stoljeću na otocima Rio de la Plata, i na južnoj strani delte Parana od San Isidro-a do blizu rijeke Carcarañá (lat. 34° S., long. 58° W.). Neke njihove enklave nalazile su se duž urugvajske obale, Martin Chico, i od San Lazaro do San Salvadora. Keramičko posuđe, nesumnjivo guaranskog porijekla, pronađeno je kod San Francisco Soriana i Concordie u Urugugvaju, na otoku Martin Garcia i u Arroyo Malo, između rijeke Luján i Parana de las Palmas.
Španjolci 16. i 17. stoljeća među njima razlikuju više plemenskih skupina:
- Arechane (lat. 32° S., long. 51° W.), oko Lagoa dos Patos; također Aratxâne ili Arachane
- Itatin (lat. 22° S., long. 57° W.) od rijeke Apa do rijeke Mbotetey (Miranda); (preci današnjih Paï-Tavytera)
- Tapé (lat. 30° S., long. 52° W.) u Serra Geral i Rio Grande do Sul
- Tobatin oko San Estanislao i San Joaquin
- Guarambaré (lat. 23° S., long. 56° W.) na rijeci Ypané
- Taioba na rijeci Ivahy (Ivahyete).

Plemena drugačijeg jezika i kulture, kao što su Caingang, ili drugačije kulture, kao što su Guayakí, također su bili razasuti među Guaranima. U drugoj polovici 17. stoljeća Sjeverni Guarani ili Itatin protjerani su na jug od plemena Mbayá-Guaicurú.
Suvremeni Guarani od 18. stoljeća koji su ostali nezavisni i nisu bili okupljeni po misijama, razlikovali su se od pokrštenih Guarana po imenu Cainguá (Kaa-thwua, Kaingua, Cayuá, Monteses; danas uobičajemo Kaiwá), u značenju "stanovnici šume".
Oko 1800-e Cainguá (Caagua) naseljeni su u izvorišnim oblastima rijeke Iguatemí, koji se proteže sjeverno prema gornjem toku rijeke Miranda pa do Cerro Pyta u Cordilleri de San Jose u blizini izvorišnih oblasti rijeke Ypané. Oni su također živjeli u blizini rijeka Jejui-guazú (Jejui) i Aguaray-guazú i u blizini gradova Curuguaty, San Joaquin, i San Estanislao (Azara, 1904., str. 407).
Cainguá vlastiti živjeli su na rijeci Ypané; pleme Carima na Serra Maracayu (lat. 23° S., long. 54° W.), i Taruma istočno od rijeke Yhu (lat. 24° S., long. 56° W.).
Indijanci koji su na kraju 18. stoljeća živjeli na desnoj strani rijeke Parana između rijeka Guarapay i Monday i na lijevoj strani rijeke Parana od Corpusa do rijeke Iguassu, bili su poznati kao Guayaná (lat. 26° S., long. 56° W.).. Grupa Guayana još uvijek postoji na Villa Azara na rijeci Pira-pyta. Ove Guayaná Indijamnce ne smije se miješati sa starim plemenom Guayaná iz Sao Paulo i Parane, koji su pripadali plemenu Caingange (Azara,
1904., str. 406).
Suvremeni Cainguá (Caaiguá) dijele se na tri osnovne skupine:
1. Mbyá (Mbwiha, Ava-mbihá, Caayguá, Apyteré, Baticola), koji zauzimaju šumovit predjel Serra de Maracayu (lat. 25° –27° S., long. 55° W.) i regija oko korpusa u Argentinskom teritoriju Misiones. Grupe Mbyá (ili Cainguá) još su široko razasuti u Mato Grosso te državama Parana i Rio Grande do Sul.
2. Chiripá, koji žive južno od rijeke Jejua-guazu i na lijevoj i desnoj strani gornjeg toke rijeka Parana River, duž rijeke Yuytorocai i sjeverno od rijeke Iguassu River (lat. 25° S., long. 54° –56° W.).
3. Pañ' (Terenõhe), sjeverno od Jejui-guazú River.
Postoji još nekoliko drugih Cainguá ili Guaraní skupina u Brazilu: 
- Apapocúva sebe smatraju različitima od paragvajskih Cainguá iako su im bliski po srodnosti. Prije nego što su počeli 1870. tražiti 'zemlju-bez-zla', živjeli su na donjoj Iguatemí, na krajnjem jugu Mato Grossa. Godine 1912. još ih je 200 živjelo na Iguatemí, oko 200 u rezervaciji Arariba, u državi São Paulo, 100 na Rio das Cinzas, u državi Parana; oko 70 u Potrero Guazu, Mato Grosso; oko 40 na ušću rijeke Ivahí.
- Tañyguá su živjeli na rijeci Paraná, blizu rijeke Iguatemi (lat. 23° S., long. 54° W.). Nakon dugog puta koji ih je doveo do atlantske obale, naselili su se na rijekama Rio de Peixe i Itariry, gdje ih je 1912. još nešto preživjelih.
- Oguauíva ili Oguiva, drevno stanište s kojeg su se oni 1830. doselili prema oceanu, nalazilo se blizu Serra de Maracayu (lat. 24° S., long 54° W.). Godine 1912., 100 Oguauiva živjelo je u rezervaciji Arariba, a 40 u blizini obale.

Ostale skupine koje spominje Nimuendajú (1914. a, str. 293) u južnom Brazilu su:
- Cheiru, blizu ušća Iguatemí
- Avahuguai, na Douradosu;
- Paiguaçu ili Paiguassu, na rijeci Curupayna (Mato Grosso);
- Yvytyiguá, nasuprot Serra do Diabo, u Parani;
- Avachiripá, na lijevoj strani rijeke Parana;
- Catanduva Jatahy, u istoj državi.

Apapocuva, Tañyguá, Oguauíva i Cheiru smatraju se Guaranima, dok Avahuguai, Paiguaçu, Yvytyigud, Avachiripá i Catanduvá obuhvaća opći naziv Caiuá (Kayguá).
Ivaparé (Aré, Shetá), pogrešno nazivani Botocudo ili Notobotocudo zbog njihovih drvenih labreta, su guarani-govornici s područja rijeke Ivahy, blizu Ranharanha (Ariranha) Cachoeira (lat. 24° S., long. 53° W.). Ovi Indijanci zapustili su poljodjelstvo i lutaju šumama poput Guayakija.
Nimuendajú (1914. a, str. 293) procjenjuje da ukupan broj brazilskih Caingua iznosi oko 3000. (1912.)

## Ime i porijeklo (mit)
Ime Tupí, kao i ime Guaraní, kako su zapisali Mirko i Stjepan Seljan, javljaju se u mitu o braći koja su nosila ta imena, i po kojima su njihova plemena prozvana. Zajedničko ime ove braće bilo je Tupinalés, koji su se zavadili zbog ptice Maitá, koju je Guaraní htio oteti Tupíju. U pomoć mu priskaće vjerenica Maricá, koja je na prijevaru htjela da se dočepa ove ptice. Bila je lijepa pa je Tupí poželi. Nakon što je ptica pobjegla na drvo Tupí pojuri za djevojkom. Guaraní koji je pošao vidjeti ishod vidi kako njegov brat trči za djevojkom Maricá, pa se njih dva potukoše. Kako ni jedan ni drugi nije mogao savladati protivnika umješa se i sam bog Tupán koji posla orkan da poruši sva stabla u prašumi i nadođe strahovita pororoca, nakon čega Maitá, ptica 'par exellence', pobjegne u prašumu a Maricá svojoj majci Torybá. 
Velika rijeka na kojoj se pojavio strašni plimni val pororoca, vjerojatno je Amazona, gdje su ti plimni valovi uobičajeni. Tu su se braća rastala. Tupian plemena i danas žive u sjeveroistočnom Brazilu, napose uz obalu Atlantika. Njegov brat Guaraní povede svoj narod prema jugu i postade praotac Guaraní plemenima.

## Povijest
Ako je vjerovat Guaranima da su na područje južnog Brazila i Paragvaja došli sa sjevera, a to potvrđuje i siječanja na pororocu, oni se na jugu nalaze najmanje od 14. stoljeća. Tu se podijeliše na mnoga plemena koja su se raspršila istočno od rijeke Paraguay po sadašnjem Paragvaju i argentinskim provincijama Corrientes i Misiones, i duž gornjeg Uruguaya pa sve unutar brazilskih država Santa Catarina i Rio Grande do Sul. U ranom 16. stoljeću, dijelom zbog napada Španjolaca, migriraju unutar današnje države Bolivija gdje nailaze na druge skupine tamošnjih domorodaca, Tacanan, Chiquitoan, Arawakan, Chapacuran i druge. Neke od ovih skupina oni su protjerali, a dio tih Arawaka je jezično gvaranizirana, napose u području Gran Chaca u Boliviji. Chané koji su izvorno govorili aravački postali su govornici tupiana, koji su prihvatili guarani. 
Loukotka spominje više migracija kojih je bilo među Tupian Plemenima. U prvoj migraciji na jug učestvuju Guaraní, Cainguá ili Kainguá iz sjevernog Paragvaja, Apápokúva, Mbühá i gvaranizirani Guayakí, Aré s rio Yvahý i Notobotocudo iz područja Iguaçú. U drugoj seobi učestvuju Tenetehari i guaransko pleme Canoeiro, ovi se naseliše u području Tocantinsa. Plemena Tenetehara po McQuown/Greenbergu kalsificirana su među Tupije. Loukotka spominje i migraciju nekih Guarana na sjever, kamo se uputiše Tapirapé i Ampaneá s rio Tapirapé. Plemena Tapieté, Chané i Siriono, gvaranizirani su u području bolivijskog Chaca.
Guarani su izvorno bili veoma brojan narod koji se bavio ratarstvom i živio u selima ograđenim palisadama, pa su plemenima s juga predstavljali pravi kontrast. Plemena koja su našli na jugu bili su nomadski lovci. U ranim godinama 17. stoljeća, točnije od 1609. aktivne su među njima isusovačke misije Doctrinas de Guaranies koje u istočnom Paragvaju, u području duž rijeke Paraná, okupljaju kojih 30 guaranskih sela (tzv. Isusovačke misije Guarana u Argentini i Brazilu, te Isusovačke misije u Paragvaju). Ove misije i sela napadani su s portugalskog (brazilskog) područja od lovaca na robove, koji su od 1628. do 1630. odveli preko 60 000 Indijanaca. Naposljetku su misionari 1768. protjerani, a ova famozna isusovačka utopijska država je nestala.

## Etnografija
Guaraní su prvi rođaci Tupíja, i osim što su bili marljivi ratari Guaranaí su bili i ljudožderi. Nosili su u vrijeme ranog španjolskog doba lošu reputaciju da su jeli svoje neprijatelje ubijene na ratnim pohodima. Reputacija Tupíja bila je također nalik ovoj gvaranskoj, a na zlu glasu kao ljudožderi kod Tupíja bili su Tupinamba, Caeté i Urubu, no to su samo neki od njih. 
Guaraní su hodali goli, a njihov najkarakterističniji ornament bio je dugački labret probijen kroz donju usnu. 
U vrijeme dolaska bijelog čovjeka oni žive u patrilinearnim zajednicama koje mogu imati do 60 obitelji, a svaku predvodi poglavica i šaman. Njihove skupine su polunomadske, jer nakon svakih 5 do 6 godina napuštaju svoje farme gdje uzgajaju kukuruz i manioku. Mnogi su još sačuvali neke forme svoje stare religije. Njihov današnji kulturni utjecaj na glazbu Paragvaja je velik, a svoj jezik nametnuli su čak i doseljenim bijelcima, tako da je guarani uz španjolski u općoj upotrebi među svim Paragvajcima, i u toj državi ga 1995. govori preko 4 500 000 ljudi.
Šamanizam kod Guarana je značajan zbog šamanove apsolutne kontrole nad svim prirodnim pojavama, a to je njima kao ratarima veoma važno. U prvu njegovu izobrazbu ide učenje ceremonijalnih plesova, a najvažniji je žetvin ples. Nadalje on je i lijećnik koji isisava strano tijelo iz bolesnika, jer ona je uzrok bolesti. Kosti pokojnih šamana čuvaju se u posebnim kolibama u raskošnim hamacima (visećim krevetima), i Guaranima su svetinja. 
Kod Guarana svaki čovjek ima dvije duše, od kojih prva ulazi u tijelo odmah nakon rođenja djeteta (dobra), dok se druga kasnije razvija u donjem dijelu potiljka (zla). Nakon smrti čovjeka duše se rastaju, od kojih je opasna ona druga koja se razvijala u čovjeku. Ona neće otići u Zemlju bez zla, nego će htjeti da se vrati natrag u selo među žive kao strašan zao duh, pa su Indijanci prisiljeni pripremati plesove kojima je žele zbuniti i spriječiti njezin povratak.

## Rezervati po državama
- Rio de Janeiro. Terra Indígena: Guarani Araponga, Guarani do Bracuí. Parati-Mirim.
- São Paulo. Terra Indígena: Araribá, Boa Vista Sertão do Promirim, Guarani da Barragem, Guarani do Aguapeu, Itapitangui, Jaraguá, Krukutu, Peruíbe, Pindoty, Ribeirão Silveira, Rio Branco Itanhaém, Serra do Itatins
- Mato Grosso do Sul. Terra Indígena: Espadim, Laranjaty e Arroyo’i, Lucero, Portrerito, Tapesu’aty, Valiente Kue, Ypo’i e Triunfo.
- Rio Grande do Sul. Terra Indígena: Aguapé, Caaró, Cacique Doble, Canta Galo, Cochilha da Cruz, Estiva, Fazenda Vargas, Guabiroba, Guarani Barra do Ouro, Guarani de Águas Brancas, Guarani de Votouro, Ibicuí, Irapuá, Jaguarazinho, Lami, Mato Preto, Nonoai, Pacheca, Petim, Ponta da Formiga, Raia Pires, Riozinho, Salto Grande do Jacuí, Velhaco, Votouro.
- Santa Catarina. Terra Indígena: Gravatá, Guarani do Araçái, Ibirama-La Klãnõ, Peperi Guasú, Treze Tílias, Xapecó.
- Paraná. Terra Indígena: Ilha da Cotinga, Kaaguy Guazy, Laranjinha, Mangueirinha, M’borocujá, Pinhalzinho, Reconquista e Bandeirante, Rio Areia, Rio das Cobras.

## Vanjske poveznice
- Society-GUARANI
- James Mooney, Guaraní Indians